# Eugène Ronteix
Pour l’article homonyme, voir Ronteix.
Eugène Ronteix, né Charles Élie Ronteix à Paris le 4 novembre 1804 et mort à Neuilly-sur-Seine le 23 novembre 1842, est un auteur dramatique et écrivain français du XIXe siècle.

## Biographie
Il écrivit sous différents pseudonymes comme l'anagramme F.-R. de Toreinx ou le nom Léonard de Géréon. Ses pièces ont été représentées au Théâtre de la Gaîté, au Théâtre du Panthéon et au Théâtre des jeunes élèves de M. Comte.
Ronteix se marie à Paris en 1841 et meurt l'année suivante à Neuilly-sur-Seine.

## Œuvres
- Manuel du fashionable, ou Guide de l'élégant, 1829
- Histoire du romantisme en France, 1829 (F.-R. de Toreinx)
- Marino Faliero, épisode de l'histoire de Venise, 1829
- La Rampe et les coulisses, esquisses biographiques des directeurs, acteurs et actrices de tous les théâtres, 1832 (Léonard de Géréon)
- Une heure dans l'autre monde, folie-parade mêlée de couplets en 1 acte, avec Lubize, 1835
- Les Bédouins à la barrière, folie-vaudeville en un acte, avec Théodore Nézel, 1836
- Le Bon et le Mauvais Chemin, comédie-vaudeville en 1 acte, avec Lubize, 1836
- Farceur de soldat !, vaudeville en 1 acte, avec Lubize, 1837
- La Guérite abandonnée, vaudeville en 2 actes, 1838